# Велико бекство (филм)
Велико бекство (енгл. The Great Escape) је амерички ратни филм из 1963. године, са елементима авантуре и неизвесности, режисера Џона Стерџеса. Улоге тумаче Стив Маквин, Џејмс Гарнер, Ричард Атенборо, Џејмс Доналд, Чарлс Бронсон, Доналд Плезенс, Џејмс Коберн, Ханс Месемер, Дејвид Макалум, Карл-Ото Алберти, Гордон Џексон, Џон Лејтон и Ангус Лени.
Филм је заснован на истоименој публицистичкој књизи Пола Брикхила из 1950. године, извештају из прве руке о масовном бекству ратних заробљеника Британског Комонвелта из немачког логора за заробљенике Сталаг Луфт III у Сагану (сада Жагањ, Пољска), у немачкој покрајини Доња Шлезија. Филм приказује у великој мери измишљену верзију бекства, пошто су направљене бројне измене ради постизања комерцијалног успеха, као што је фокусирање више на америчко учешће у бекству.
Филм је премијерно приказан 20. јуна 1963. у Лондону. Био је један од најуспешнијих филмова године, освојивши Маквину награду за најбољег глумца на Филмском фестивалу у Москви, а данас се сматра класиком. Такође је познат по сцени јурњаве мотоциклом и скока, која се сматра једном од најбољих филмских каскада икада изведених.

## Радња
Крајем 1942. године, након што су потрошили огромне ресурсе на враћање одбеглих савезничких заробљеника, немачке оружане снаге су их преселиле у Сталаг Луфт III, нови заробљенички логор са максималним обезбеђењем под надзором пуковника Луфтвафеа фон Лугера. Комитет за бекство затвореника, Организација „Икс”, коју предводе „Велики Икс”, вођа РАФ-ове ескадриле Роџер Бартлет, бивши затвореник Гестапоа, и уз подршку високог британског официра, капетана Ремзија, прави храбар план за бекство из логора кроз тунел и ослобађање 250 људи – не желећи само да побегну, већ и да немачко људство буде потрошено на проналажење ратних заробљеника. Људи се организују у тимове, истовремено радећи на три тунела, „Том”, „Дик” и „Хари”.
Амерички ваздухопловни поручник Боб Хендли може пронаћи било шта, од камере до личних карата. Аустралијски ваздухопловни официр Сеџвик прави алате попут пијука и мехова за пумпање ваздуха у тунеле. Ваздухопловни поручници Дени Велински и Вили Дикс су задужени за копање тунела. Ваздухопловни поручник Енди Макдоналд, Бартлетов другокомандујући, прикупља и даје обавештајне податке.
Поручник командант Ерик Ешли-Пит из Краљевске морнарице осмишљава методу сакривања земље из тунела испред носа стражара. Ваздухопловни поручник Грифит прави цивилну одећу од очишћене тканине коју ће заробљеници носити након бекства. Дај Нимо и Хејнс задужени су да скрену пажњу чувара на друге ствари у логору како би неопажено извели ризичније делове операције. Сорен је задужен за безбедност.
Фалсификовањем докумената да би се дошло до слободе бави се ваздухопловни поручник Колин Блајт. Буку посла покрива хор затвореника који предводи поручник Денис Кавендиш, који такође ради мерења тунела.
Дана 20. јуна 1943. Бартлет тражи од капетана Вирџила Хилтса, који покушава да побегне са шкотским ваздухопловним официром Арчијем Ајвсом, али је стално затваран у самици познатој као „хладњача”, да помогне у бекству тако што ће изаћи кроз бодљикаву жицу, прегледати подручје, а затим дозволити да буде поново ухваћен; Хилтс одбија.
Бартлет наређује да се „Дик” и „Хари” запечате, јер је „Том” најближи завршетку. Након гомилања кромпира, Хилтс, Хендли и амерички потпоручник Гоф скувају самогон и прослављају дан независности са целим логором. У јеку прославе, чувари откривају „Тома”. Док ратни заробљеници реагују ужаснуто, потиштени Ајвс махнито се пење на ограду од бодљикаве жице и бива убијен.
Хилтс се добровољно јавља да обезбеди извиђање изван логора, а Бартлет пребацује напоре затвореника на „Харија”, након што се информације које Хилтс донесе искористе за прављење мапа које ће водити бегунце. Након што је доживео урушавање тунела, клаустрофобични Дени покушава да пробије ограду, али пристаје да проба тунел када му Вили обећа своју подршку.
Блајт открива да му је вид ослабио због прогресивне кратковидности; Хендли преузима на себе да буде Блајтов водич у бекству.
Последњи део тунела је завршен планиране ноћи, 24. марта 1944, и упркос неким проблемима, као што је откривање да је тунел кратак за 6 метара, 76 затвореника, укључујући Бартлета, Макдоналда, Хендлија, Блајта, Хилтса, Ешлија-Пита, Денија, Вилија, Сеџвика, Кевендиша, Нима и Хејнса, беже из тунела, уз помоћ Хилтса користећи 30 стопа ужета као водич, и замрачење од ваздушног напада.
Кевендиш се оклизне и падне након што изађе из тунела, што доводи до тога да привуче пажњу чувара и замало да буде ухваћен. Међутим, покушаји бекства се на крају завршавају када нестрпљиви Грифит изађе из тунела пред очима стражара и одмах бива ухваћен.
76 ратних заробљеника бежи кроз Нацистичку Немачку. Кевендиш одлази у камиону, али је испоручен властима где проналази Хејнса, прерушеног у немачког војника, заробљеног. Хендли и Блајт краду авион да прелете швајцарску границу, али мотор се поквари и они се сруше; Блајт је упуцан и умире, док је Хендли поново ухваћен.
Хилтс краде мотоцикл, крећући се ка немачко-швајцарској граници да би побегао гоњењу немачких војника. Почиње да прескаче ограде од бодљикаве жице, али војници пуцају у гуму мотоцикла и он је поново ухваћен. Ешли-Пит је упуцан и убијен на железничкој станици када је одвратио пажњу да би спасио Макдоналда и Бартлета, али они су поново ухваћени након што их је официр Гестапоа преварио да одговоре на енглеском.
По наређењу Адолфа Хитлера, Гестапо је убио 48 затвореника, укључујући Бартлета, Макдоналда, Кевендиша и Хејнса, под изговором да су покушавали да побегну, чиме је укупан број мртвих порастао на 50. Само 3 ратна заробљеника успевају да побегну, Дени и Вили краду чамац и крену низводно до луке, где се укрцавају на трговачки брод који иде за Шведску. Сеџвик краде бицикл, а затим се вози возом за Француску, где му француски покрет отпора помаже да стигне до Шпаније .
Хендли, Нимо и још деветорица су враћени у логор. Када је обавештен о мртвима, Хендли се пита да ли је цена била вредна тога, а Ремзи му каже да то зависи од његове тачке гледишта. Фон Лугер је разрешен команде, док се Хилтс враћа и шаље га у хладњачу, где планира још једно бекство.

## Улоге
- Стив Маквин као капетан Вирџил Хилтс „Краљ хладњаче”:  један од тројице Американаца у кампу, Хилтс иритира чуваре честим покушајима бекства и непоштовањем, до те мере да је редовно затворен у самици познатој као „хладњача”. Има навику да баца бејзбол лопту о зид самице како би се забавио, док планира покушај бекства. Хилтс је био заснован на најмање три пилота, Дејвиду М. Џоунсу, Џону Дорчу Луису[9] и Билу Ешу.[10][11][12]
- Џејмс Гарнер као поручник Боб Хендли „Измамљивач”: Американац који служи у РАФ-овој ескадрили. Он је одговоран за проналажење материјала који ће бити неопходан ратним заробљеницима током покушаја бекства и напољу.
- Ричард Атенборо као вођа ескадриле Роџер Бартлет „Велики Икс”: амбициозни официр РАФ-а, који је развио интензивну мржњу према нацистима након свог боравка у Гестапоу. Бартлет, ветеран бекства, је коловођа комитета за бекство из логора, Организације „Икс” и изјављује своју намеру да организује масовни пробој од 250 људи; њихова је дужност да узнемире и збуне непријатеља.
- Џејмс Доналд као капетан Ремзи: виши британски официр и де факто командант затвореника. Он служи као посредник између ратних заробљеника и Немаца. Ремзи је затечен Бартлетовим планом, али га подржава.
- Чарлс Бронсон као поручник Дени Велински „Краљ тунела”: пољски емигрант који је побегао из Пољске коју су окупирали Немци и отишао у Енглеску да настави борбу против нациста. Он пати од клаустрофобије и плаши се урушавања тунела, првенствено због свог искуства копања 17 тунела за бекство.
- Доналд Плезенс као поручник Колин Блајт „Фалсификатор”: благ и добродушан мајстор фалсификатор који воли посматрање птица, коме су за копирање потребни папир, мастило, камера и актуелна путна документа.
- Џејмс Коберн као Луис Сеџвик „Произвођач”: аустралијски официр који конструише предмете неопходне за спровођење бекства.
- Ханс Месемер као пуковник фон Лугер „Командант”: командант логора и виши официр Луфтвафеа, веома је уљудан према заробљеницима, и отворено је антинациста, посебно огорчен на СС и Гестапо. Када Гестапо нареди да Бартлет буде послат у самицу, фон Лугер то успутно бележи и уместо тога показује симпатије према Бартлету.
- Дејвид Макалум као поручник-командант Ерик Ешли-Пит „Разносач”: официр ваздушне војне флоте који проналази генијалан начин да се реши земље која се износи из тунела.
- Гордон Џексон као поручник Енди Макдоналд „Интелигенција”: Бартлетов заменик у планирању бекства.
- Џон Лејтон као поручник Вили Дикс „Краљ тунела”: Денијев најбољи пријатељ, који настоји да охрабри Денија током његове борбе са клаустрофобијом.
- Ангус Лени као Арчи Ајвс „Кртица”: шкотски ваздухопловац који има интензивну жељу да побегне, што га доводи до понора параноје.
- Најџел Сток као поручник Денис Кевендиш „Геометар”: ваздухопловни поручник који има важну дужност за изградњу тунела.
- Роберт Граф као Вернер „Омчица”: млади, наивни чувар, са којим Хендли склапа пријатељство, кога користи као средство за прибављање путних исправа и других потребних ствари.
- Џад Тејлор као потпоручник Гоф: трећи Американац у логору.
- Ханс Рајзер као Кун: официр Гестапоа који је довео Бартлета као затвореника. Ватрени нациста, он наређује фон Лугеру да се Бартлет држи у најрестриктивнијој трајној безбедносној тамници, што фон Лугер само бележи. Он је критичан према поштеном поступању Луфтвафеа према затвореницима и верује да логор треба ставити под надлежност Гестапоа и СС-а. Кун упозорава Бартлета да ће, ако поново побегне, бити упуцан при следећем хватању.
- Хари Рибауер као Штравиц: виши подофицир међу немачком гардом.
- Вилијам Расел као Сорен „Безбедност”: британски официр.
- Роберт Фрајтаг као Позен: фон Лугеров ађутант.
- Улрих Бајгер као Прајсен: високи званичник Гестапоа и ватрени нациста. Има снисходљив став и ухватио је Бартлета као затвореника.
- Џорџ Микел као Дитрих: један од СС официра који је ухватио Бартлета као заробљеника.
- Лоренс Монтењ као Хејнс „Диверзије”: канадски официр.
- Роберт Дезмонд као Грифит „Кројач”, британски официр одговоран за снабдевање одећом за бекство.
- Тил Киве као Фрик
- Хајнц Вајс као Крамер
- Том Адамс као Дај Нимо „Диверзије”: велшки официр.
- Карл-Ото Алберти као Штајнах: један од СС официра који је ухватио Бартлета као заробљеника.

## Продукција

### Сценарио
Године 1963. браћа Мириш су радила са студијом United Artists на адаптацији књиге Пола Брикхила из 1950. Велико бекство. Брикхил је био врло мали члан организације „Икс” у Сталагу Луфт III, који је деловао као један од „маглица” који су надгледали немачка кретања у логору. Прича је адаптирана као телевизијска продукција, коју је NBC приказао као епизоду серије The Philco Television Playhouse 27. јануара 1951. године. Емитовање је похваљено због пројектовања генијалне сценографије за пренос уживо, укључујући креирање илузија тунела. Сценарио за филм су адаптирали Џејмс Клавел, В. Р. Бернет и Волтер Њуман.

### Кастинг
Стив Маквин је потписан као главни глумац. Критичар Леонард Малтин је написао да је „велика међународна глумачка екипа одлична, али да се истиче Маквин; лако је видети зашто је то учврстило његов статус суперзвезде”. Овај филм је успоставио његову популарност на биоскопским благајнама.
Лик Роџера Бартлета, кога је глумио Ричард Атенборо, заснован је на Роџеру Бушелу, британском заробљенику рођеном у Јужној Африци који је био идејни творац правог „Великог бекства”. Ово је био филм који је први довео Атенбороа до опште пажње у Сједињеним Државама. Током Другог светског рата, Атенборо је служио у Краљевском ваздухопловству. Добровољно се пријавио да лети са филмском јединицом и након даље обуке (где је задобио трајно оштећење уха) квалификовао се за водника. Летео је на неколико мисија изнад Европе, снимајући са задње позиције стрелца како би забележио исход налета Команде бомбардера. (Ричард Харис је првобитно био најављен за ову улогу.)
Капетан Ремзи (виши британски официр), био је заснован на капетану групе Херберту Масију, ветерану Првог светског рата који се добровољно пријавио у Другом светском рату. Маси је ходао шепајући, а у филму Ремзи хода са штапом. Маси је у оба рата задобио тешке ране на истој нози. За њега не би било бекства, али као виши официр је морао да зна шта се дешава. Капетан групе Маси је и сам био ветеран у бекству и био је у невољи са Гестапоом. Његово искуство му је омогућило да понуди добре савете Икс-организацији. Још један официр који је вероватно инспирисао лик Ремзија био је командант Хари Деј.
Поручник Колин Блајт „Фалсификатор”, заснован је на Тиму Валену, а играо га је Доналд Плезенс. Сам Плезенс је служио у Краљевском ваздухопловству током Другог светског рата. Био је оборен и провео годину дана у немачком логору за ратне заробљенике Сталаг Луфт I.
Чарлс Бронсон је био митраљезац у америчким ваздушним снагама и био је рањен, али никада није оборен. Као и његов лик, Дени Валински, патио је од клаустрофобије, зато што је у детињству радио у руднику.
Џејмс Гарнер је био војник у Корејском рату и два пута је рањен. Он је за то време био измамљивач, као и његов лик.
Пуковник фон Лугер кога је глумио Ханс Месемер, био је заснован на Фридриху Вилхелму фон Линдајнер-Вилдауу. Био је заробљеник у Русији током Другог светског рата и побегао је пешке стотинама миља до немачке границе. Рањен је од руске ватре, али га Руси нису ухватили. Предао се британским снагама, а затим провео две године у заробљеничком затвору у Лондону познатом као Лондонски кавез.
Официр Арчибалд Ајвс „Кртица”, кога је играо Ангус Лени, заснован је на Џимију Киделу, који је убијен док је покушавао да се попне уз ограду.
Филм је тачан у томе што показује да су само три бегунца успешно побегла, иако су се другачији од оних у филму. Бекство Денија и Вилија у филму засновано је на двојици Норвежана који су побегли чамцем у Шведску, Перу Бергсланду и Јенсу Милеру. Успешно бекство аустралијског лика Џејмса Коберна, Сеџвика („Произвођач”), преко Шпаније засновано је на Холанђанину Браму ван дер Стоку. Коберн, Американац, добио је улогу официра Краљевског аустралијског ваздухопловства Луиса Сеџвика који је био спој потпоручника Алберта Хејка, Аустралијанца који је служио у РАФ-у, произвођача компаса у логору, и Џонија Тревиса, правог произвођача.
Тилман „Тил Киве” Кивер је играо немачког чувара „Фрика”, који открива бекство. Киве је био немачки падобрански официр који је заробљен и држан као затвореник у логору за ратне заробљенике у Колораду. Неколико пута је покушао да побегне, фарбајући униформу и носећи фалсификована документа. Ухваћен је на железничкој станици у Сент Луису током једног покушаја бекства. Добио је Витешки крст пре хапшења и био је члан глумачке екипе који је заправо извео многе подвиге приказане у филму.

### Снимање
Филм је снимљен на локацији у Немачкој у студију Bavaria Film у минхенском предграђу Гајселгаштајг у руралној Баварској, где су направљене сценографије за унутрашњост барака и тунеле. Логор је изграђен на чистини Перлахер Форст у близини студија. Немачки град у близини правог логора био је Саган (данас Жагањ, Пољска); у филму је преименован у Неустат. Многе сцене су снимљене у граду Фисену и око њега у Баварској, укључујући његову железничку станицу. Оближњи округ Пфронтен, са својом препознатљивим Црквом Светог Николаја и сценском позадином, такође се често појављује у филму. Прве сцене које укључују железницу снимљене су на линији Минхен–Холцкирхен на станици Гросхеселое (станица „Нојштат” у филму) и близу Дајзенхофена. Хендлијево и Блајтово бекство из воза снимљено је на прузи Минхен–Милдорф источно од Маркт Швабена. Станица на коју долазе Бартлет, Макдоналд и Ешли-Пит је станица Фисен, док је сцена Сеџвиковог (чија је крађа бицикла снимљена у Маркт Швабену) укрцавања у воз настала на станици Пфронтен-Рид на железничкој прузи Аусерферн. Замак код ког Хендли и Блајт лете док покушавају да побегну је замак Нојшванштајн.
Сцене јурњаве мотоциклима код ограде од бодљикаве жице снимане су на ливадама изван Фисена, а „бодљикава жица” у коју се Хилтс забија пре него што је поново ухваћена симулирана је гуменим тракама везаним око бодљикаве жице, које су конструисали глумци и екипа у слободно време. Забринутост због осигурања спречила је Маквина да изведе чувени скок на мотоциклу у филму, што је урадио његов пријатељ и колега ентузијаста мотоцикллизма Бад Екинс, који је из даљине подсећао на Маквина. Када је Џони Карсон касније покушао да честита Маквину на скоку током емитовања Вечерашње емисије, Маквин је рекао: „То нисам био ја. То је био Бад Екинс.” Међутим, Маквин и аустралијски шампион у мотокросу Тим Гибс извели су штос пред камером из забаве, а према речима режисера друге јединице Роберта Релеје, каскаду у финалној верзији филма могао је да изведе било који од тројице људи. Остале делове потере је урадио Маквин, играјући и Хилтса и војнике који су га јурили, због његове вештине на мотоциклу. Мотоцикл је био Triumph TR6 Trophy који је офарбан да изгледа као немачки. Обновљени мотоцикл је тренутно изложен у фабрици Triumph у Хинклију, Енглеска.

## Музика
Култну музику филма компоновао је Елмер Бернстин, који је сваком главном лику дао сопствени музички мотив заснован на главној теми Великог бекства. Њена трајна популарност помогла је Бернстину да живи од хонорара за музику до краја живота. Критичари су рекли да је филмска музика успешна јер користи узбудљиве милитаристичке мотиве са прекидима топлијих мекших тема које хуманизују затворенике и привлаче их публици; музика такође приказује храброст и пркос ратних заробљеника. Главни насловни патриотски марш је од тада постао популаран у Британији, посебно у спорту, а користе га и навијачи фудбалске репрезентације Енглеске. Међутим, 2016. године, синови Елмера Бернстина отворено су критиковали употребу теме Великог бекства у кампањи „Гласа за излазак” на референдуму о Брегзиту у Уједињеном Краљевству, рекавши: „Наш отац никада не би дозволио Странци за независност да користи његову музику” јер би се он оштро противио партији.
Године 2011. Intrada Records, компанија специјализована за филмску музику, објавила је дигитализовану ремастеризовану верзију потпуне филмске партитуре засновану на оригиналним 1/4" двотрачним стерео сесијама и оригиналним 1/2" троканалним стерео мастерима.

### Први диск
| №               | Назив                 | Трајање |  |
| 1.              | Main Title            | 2:30    |  |
| 2.              | At First Glance       | 2:07    |  |
| 3.              | Premature Plans       | 2:28    |  |
| 4.              | If At Once            | 2:31    |  |
| 5.              | Forked                | 1:28    |  |
| 6.              | Cooler                | 1:59    |  |
| 7.              | Mole                  | 1:28    |  |
| 8.              | "X"/Tonight We Dig    | 1:30    |  |
| 9.              | The Scrounger/Blythe  | 3:50    |  |
| 10.             | Water Faucet          | 1:23    |  |
| 11.             | Interruptus           | 1:33    |  |
| 12.             | The Plan/The Sad Ives | 1:43    |  |
| 13.             | Green Thumbs          | 2:28    |  |
| 14.             | Hilts And Ives        | 0:38    |  |
| 15.             | Cave In               | 2:01    |  |
| 16.             | Restless Men          | 1:56    |  |
| 17.             | Booze                 | 1:47    |  |
| 18.             | "Yankee Doodle"       | 0:55    |  |
| 19.             | Discovery             | 3:40    |  |
| Укупно трајање: | Укупно трајање:       | 57:35   |  |

### Други диск
| №               | Назив                      | Трајање |  |
| 1.              | Various Troubles           | 3:52    |  |
| 2.              | Panic                      | 2:05    |  |
| 3.              | Pin Trick                  | 0:59    |  |
| 4.              | Hendley's Risk             | 1:43    |  |
| 5.              | Released Again/Escape Time | 5:25    |  |
| 6.              | 20 Feet Short              | 3:06    |  |
| 7.              | Foul Up                    | 2:37    |  |
| 8.              | At The Station             | 1:33    |  |
| 9.              | On The Road                | 3:27    |  |
| 10.             | The Chase/First Casualty   | 6:49    |  |
| 11.             | Flight Plan                | 2:09    |  |
| 12.             | More Action/Hilts Captured | 6:07    |  |
| 13.             | Road's End                 | 2:06    |  |
| 14.             | Betrayal                   | 2:20    |  |
| 15.             | Three Gone/Home Again      | 3:13    |  |
| 16.             | Finale/The Cast            | 2:47    |  |
| Укупно трајање: | Укупно трајање:            | 1:18:58 |  |

### Трећи диск
| №               | Назив            | Трајање |  |
| 1.              | Main Title       | 2:07    |  |
| 2.              | Premature Plans  | 2:08    |  |
| 3.              | Cooler And Mole  | 2:26    |  |
| 4.              | Blythe           | 2:13    |  |
| 5.              | Discovery        | 2:54    |  |
| 6.              | Various Troubles | 2:40    |  |
| 7.              | On The Road      | 2:54    |  |
| 8.              | Betrayal         | 2:05    |  |
| 9.              | Hendley's Risk   | 2:24    |  |
| 10.             | Road's End       | 2:00    |  |
| 11.             | More Action      | 1:57    |  |
| 12.             | The Chase        | 2:49    |  |
| 13.             | Finale           | 3:14    |  |
| Укупно трајање: | Укупно трајање:  | 49:11   |  |

## Историјска тачност
Филм је већим делом фикционалан, са изменама које су направљене да би се повећала драматика и привлачност америчкој публици, и да би послужио као средство за његове звезде на благајнама. Многи детаљи стварног покушаја бекства су промењени за филм, укључујући улоге Американаца у планирању и бекству. Иако су ликови измишљени, засновани су на стварним људима, а у већини случајева су састављени од неколико људи. Сценаристи су значајно повећали учешће америчких ратних заробљеника; неколико америчких официра у логору је у почетку помагало у копању тунела и радило на раним плановима. Међутим, одсељени су седам месеци пре бекства, чиме је њихова умешаност окончана. Право бекство су углавном чинили британско и друго савезничко особље, са изузетком Американца Џонија Доџа, који је био британски официр.
У филму је изостављена кључна улога коју су Канађани одиграли у изградњи тунела и у самом бекству. Од око 1.800 ратних заробљеника, 600 је било укључено у припреме: 150 од њих су били Канађани. Воли Флади, пилот РЦАФ-а и бивши рудар који је био „краљ тунела” у стварном животу, био је ангажован као технички саветник за филм.
Када Ремзи први пут сретне фон Лугера, Лугер га упозорава да, иако су новопридошли затвореници добро познати по томе што праве пустош широм Рајха својим сталним пробојима из логора, неће имати успеха у новом логору. Неустрашив, Ремзи каже фон Лугеру да је заклета дужност сваког официра да покуша да побегне. У стварности, није постојао никакав захтев ни у Краљевим прописима, нити у било ком облику међународне конвенције.
Филм приказује тунеле кодних имена „Том” са својим улазом испод пећи и „Хари” у одводној јами у тоалету. У стварности, „Диков” улаз је био одводна јама, „Харијев” је био испод пећи, а „Томов” је био у замраченом углу поред димњака пећи.
Бивши ратни заробљеници тражили су од филмских стваралаца да изузму детаље о помоћи коју су добили из својих матичних земаља, као што су мапе, папири и алати скривени у поклон пакетима, како не би угрозили будућа бекства заробљеника. Филмски ствараоци су пристали.
У филму се изоставља било какво помињање да су многи Немци добровољно помогли у самом бекству. Филм сугерише да су фалсификатори били у стању да направе скоро тачне реплике скоро сваке пропуснице која је коришћена у нацистичкој Немачкој. У стварности, фалсификатори су добили велику помоћ од Немаца који су живели стотинама миља даље на другом крају земље. Неколико немачких чувара, који су били отворено антинацисти, такође су добровољно давали затвореницима предмете и помоћ било које врсте да им помогну у бекству.
Потреба за таквом прецизношћу изазвала је велико напрезање очију, али за разлику од филма, није било случајева слепила. Неки, попут Френка Најта, одустали су од фалсификовања због напрезања, али он свакако није доживео исту очну судбину као лик Колина Блајта у филму. У ствари, нико у филму не каже да је слепило Колина Блајта последица напрезања очију. Он идентификује свој проблем као „прогресивну кратковидност”, што сугерише да не само да је чуо за то стање, већ му је и дијагностификовано.
Филм приказује бекство које се одвија у идеалним временским условима, док се у то време много радило на ниским температурама, а густ снег је био на земљи. У стварности није било бекства авионом или мотоциклом: Маквин је затражио секвенцу мотоцикла, која показује његове вештине као страственог мотоциклисте. Он је сам урадио каскадерску вожњу (осим последњег скока, који је урадио Бад Екинс). Иако је 76 ратних заробљеника побегло, филм приказује само око 30 који беже кроз тунел.
У филму, Хилтс онеспособљава, или на други начин убија, немачког војника због његовог мотоцикла, Ешли-Пит убија Куна, официра Гестапоа, када препознаје Бартлета како чека да прође кроз контролни пункт Гестапоа на железничкој станици, а Хендли нокаутира немачког стражара на аеродрому. Сеџвик је сведок убиства немачких официра у француском кафићу од стране француског покрета отпора. Ниједан немачки војник није убијен или повређен од стране бегунаца.
Филм приказује три камиона заробљених ратних заробљеника који се одвајају у три правца. У једном камиону је 20 затвореника који су позвани да протегну ноге у пољу, након чега су сви у једном масакру стрељани из митраљеза, што имплицира да друга два имају исту судбину; у стварности, ратни заробљеници су стрељани појединачно или у паровима. Већина ратних заробљеника убијена је хицима из пиштоља од стране официра Гестапоа; међутим, најмање десет њих је убијено на начин као што је приказано у филму: Дачи Свејн, Чез Хол, Брајан Еванс, Вали Валента, Џорџ Макгил, Пат Лангфорд, Едгар Хамфриз, Адам Колановски, Боб Стјуарт и Хенри „Хенк” Биркланд.
Осим тога, филм приказује три затвореника који су побегли на слободу као Британца, Пољака и Аустралијанца; у стварности, они су били Норвежани (Јенс Милер и Пер Бергсланд) и Холанђанин (Брам ван дер Сток).
Године 2009. седам ратних заробљеника вратило се у Сталаг Луфт III на 65. годишњицу бекства и погледало филм. Према ветеранима, многи детаљи из прве половине који осликавају живот у логору били су аутентични, на пример, смрт Ајвса, који покушава да се попне на ограду, и стварно копање тунела.
Филм је деценијама чувао сећање на 50 погубљених ваздухопловаца и учинио њихову причу познатом широм света, иако у искривљеном облику. Британски писац Гај Волтерс напомиње да је кључна сцена у филму у којој Макдоналд греши одговарајући на енглеском сумњивом официру Гестапоа говорећи: „Good luck”, сада толико снажно утиснута да су је историчари прихватили као стварни догађај, и да је то био Бушелов партнер Бернард Шајдхаузер ко је направио грешку. Међутим, Волтерс истиче да историјски извештај каже да је један од двојице мушкараца рекао „Yes” на енглеском као одговор на питања човека без икаквог помињања „Good luck” и напомиње да је Шајдхаузер био Француз, а да је Бушелов први језик био енглески, и да је вероватно да је, ако је и дошло до лапсуса, то направио лично Бушел, и каже да сцену „Good luck” треба сматрати фикцијом, и штавише, вређањем Француза.

## Објављивање
Филм је зарадио 11,7 милиона долара на биоскопским благајнама, уз буџет од 4 милиона долара. Постао је један од филмова са највећом зарадом 1963. године, упркос великој конкуренцији. У годинама након објављивања, његова публика се проширила, учвршћујући статус биоскопског класика. Уврштен је на 3. Московски међународни филмски фестивал, где је Маквин освојио Сребрну награду за најбољег глумца.

## Пријем

### Критике
Филм је добио позитивне критике критичара и публике, а тренутно држи рејтинг одобравања од 94% на сајту Rotten Tomatoes. Године 1963, критичар Босли Краутер из новина The New York Times написао је: „Али много дуже него што је вешто или суштинско, Велико бекство меље своју мучну причу без завиривања испод површине било ког човека, без правог осећаја за човека. То је стриктно механичка авантура са измишљеним људима.” Британски филмски критичар Лесли Халивел описао га је као „прилично добру, али предугачку авантуру заробљеника са трагичним завршетком”. Рецензент часописа Time је 1963. написао: „Коришћење фотографије у боји је непотребно и узнемирујуће, али мало шта друго није у реду са овим филмом. Са прецизним глумцима, брзим сценаријем и аутентичним немачким поставкама, продуцент и редитељ Џон Стерџес створио је класичну акциону кинематографију. Нема проповедања, нема испитивања душе, нема секса. Велико бекство је једноставно велико бекство”.

### Савремене процене
У анкети из 2006. у Уједињеном Краљевству, у вези са породичним филмом који би телевизијски гледаоци највише желели да виде на Божић, Велико бекство је заузео треће место и било је прво међу мушким гледаоцима.
У чланку за Британски филмски институт, „10 сјајних филмова о ратним заробљеницима”, ажурираном у августу 2018, Семјуел Вигли је написао да гледајући филмове попут Великог бекства и британског филма из 1955. године Прича о Колдицу, „за све њихове тренутке терора и трагедија, уживање је у заточеништву у време рата као дивна игра за дечаке, бескрајни Худини изазов да се провуче непријатељу кроз прсте. Често засноване на истинитим причама о бекству, оне терају гледаоца да се диви домишљатости и наизглед несаломљивом духу заточених војника”. Он је описао Велико бекство као „отеловљење акционог филма о забавном рату”, које је постало „уобичајено за гледање на породичној телевизији”.

## Признања

### Награде
- Филмски фестивал у Москви: Најбољи глумац − Стив Маквин
- Национални одбор за рецензију филмова: Топ десет филмова године
- 100 година АФИ-ја… 100 трилера − 19. место

### Номинације
- Оскар за најбољу монтажу − Ферис Вебстер
- Златни глобус за најбољи филм
- Филмски фестивал у Москви: Гранд при − Џон Стерџес
- Удружење сценариста Америке: најбоље написана америчка драма − Џејмс Клавел и В. Р. Бернет

## Наслеђе
Дана 24. марта 2014, на 70. годишњицу бекства, РАФ је организовао комеморацију покушају бекства, са по 50 припадника особља који су носили фотографију једног од стрељаних људи.
Дана 24. марта 2019, РАФ је одржао још један догађај поводом 75. годишњице бекства. Одржана је специјална пројекција филма у Лондону, чији је домаћин био Ден Сноу. Филм је истовремено емитован у другим биоскопима широм Уједињеног Краљевства.

## Наставак
Фиктивни наставак направљен за телевизију, Велико бекство II: Неиспричана прича, објављен је 1988. године, са различитим глумцима, укључујући Кристофера Рива у главној улози, а у режији Џада Тејлора (који је играо поручника Гофа у оригиналном филму). Филм није био прави наставак, јер драматизује само бекство баш као што то чини оригинални филм, иако углавном користи права имена укључених појединаца (док их је оригинални филм фикционализовао и користио композитне ликове). Приказује потрагу за кривцима одговорним за убиство 50 савезничких официра. Доналд Плезенс се појављује у споредној улози као припадник СС-а.

## У популарној култури
- Филмови Бекство кокошака, Улични пси, Замка за родитеље, Строго поверљиво, Чарлијеви анђели, Дао Стива и Голи пиштољ 3 садрже референце или омаже на овај филм.[68]
- У филму Бекство из Алкатраза, реченица управника „Алкатраз је направљен да држи сва покварена јаја у једној корпи” посдећа на фон Лугерову реченицу: „Ми смо, у ствари, сва наша покварена јаја ставили у једну корпу”.
- Летећи циркус Монтија Пајтона, Симпсонови, Хоганови хероји, Неш Бриџиз, Сајнфелд, Ухвати Сматра, Fugget About It, Арчер, Goodness Gracious Me, Овчица Шоне и Црвени патуљак пародирали су или одали почаст филму.[68]
- У епизоди „Escape From Stalag Luft 112B” серије Ripping Yarns, мајор Ерол Фипс (кога игра Мајкл Пејлин) је приказан као једини ратни заробљеник који никада није побегао из логора.[68]
- У британској телевизијској хумористичној серији Мичел и Веб, скеч под називом „Cheesoid” приказује сцену у којој лик који је изгубио чуло мириса лоцира чен белог лука намерно постављен на под, на исти начин на који Блајт ставља иглу на поду у филму.[69] Још један скеч који укључује верзију игре Нумберванг на немачком језику приказује енглеску такмичарку преварену да открије своју националност на исти начин на који је агент Гестапоа преварио Макдоналда.[70]
- Видео игра The Great Escape из 1986. за платформе Commodore 64, ZX Spectrum и DOS, дели наслов и сличан заплет филма. Игра прати неименованог ратног заробљеника који је интерниран у логор за ратне заробљенике негде у северној Немачкој 1942. године.
- У првој од две Фордове рекламе у којима је коришћен лик Стива Маквина из филма Булит, Меквин паркира свој аутомобил у гаражи студија поред Мустанга из Булита и мотоцикла из Великог бекства.[71]
- Видео игра The Great Escape из 2003. за Xbox и PlayStation 2, заснована је на филму. Радња прати ону из филма, осим што постоје и нивои који садрже неке од првих хватања ликова и ране покушаје бекства, као и промењен крај.
- Јапански дизајнер видео игара, Хидео Коџима, изјавио је да је Велико бекство била главна инспирација за игру Metal Gear, као и Metal Gear Solid 3: Snake Eater, која се дешава годину дана након што је филм објављен, што се наводи у раној фази игре. Мајор Зеро, који је у то време користио кодно име Мајор Том, открива у разговору са Голом змијом да је име изабрао на основу онога што је мислио да је тунел кроз који су затвореници побегли. Касније је сазнао да је изабрао погрешан; тунел је био „Хари”, не „Том”.
- Бернстинову филмску тему је преузео Pukka Pies England Band, мали дувачки оркестар који је свира у публици на утакмицама фудбалске репрезентације Енглеске од 1996. године.[72] Објавили су аранжман на ту тему као сингл за Светско првенство 1998. и новију верзију за Европско првенство 2000.[73]
- Филм Квентина Тарантина из 2019. године Било једном у Холивуду приказује Леонарда Дикаприја, као главног лика Рика Далтона, у сцени у којој је Далтон замишљен у улози лика Стива Маквина, Хилтса.
- Анимирани сегменти сцене бекства из тунела и Хилтсовог покушаја да пређе немачко-швајцарску границу се користе у анимеу Girls und Panzer das Finale као материјал за учење Зечјег тима.